# Carlo Odorizzi
Carlo Odorizzi (Tuenno, 31 ottobre 1954) è un allenatore di calcio ed ex calciatore italiano, di ruolo difensore o centrocampista.
Conta 309 presenze e 15 reti in Serie B, mentre non ha mai esordito in Serie A nonostante due promozioni consecutive conquistate sul campo.

## Caratteristiche tecniche
Giocava come terzino o mediano.

## Carriera

### Giocatore
Esordisce in Serie B con l'Arezzo, all'età di quasi vent'anni; dopo due stagioni con gli amaranto, passa alla Sambenedettese, dove milita per due stagioni in Serie B, sfiorando con gli adriatici la Serie A nel campionato 1977-1978.
Nel 1978 viene prelevato dal Genoa, dove rimane per tre anni, e con i grifoni conquista la promozione in Serie A nel 1980-1981; poi nel 1981-1982 viene trasferito al Verona di Bagnoli con cui vince il campionato di Serie B.
Nonostante un campionato da protagonista (32 partite e 4 gol in campionato e 4 partite e un gol in Coppa Italia) resta in Serie B trasferendosi al Palermo, per poi tornare alla Sambenedettese nell'ottobre del 1984 sempre in Serie B. 
Chiude infine la sua carriera al Francavilla in Serie C2.

### Allenatore
Ha allenato il Südtirol in Serie C2 nella seconda parte della stagione 2004-2005, quando fu affiancato a Fabio Sala, cui era scaduta la deroga che gli consentiva di allenare senza patentino.
Ha allenato poi le giovanili della squadra nonesa del Predaia.

## Palmarès

### Giocatore

#### Competizioni nazionali
- Campionato italiano Serie D: 1

Bolzano: 1972-1973 (girone B)
- Campionato italiano di Serie B: 1

Verona: 1981-1982

#### Competizioni regionali
- Promozione: 1

Bolzano: 1986-1987 (girone trentino)